# 오션 브엉
오션 브엉(영어: Ocean Vuong, 본명: 브엉꾸옥빈(베트남어: Vương Quốc Vinh), 1988년 10월 14일 ~ )은 미국의 베트남계 시인, 수필가, 소설가이다. 2014년에 포에트리 재단으로부터 루스 릴리/사전트 로젠버그 석학회원으로 임명되었으며 2016년에는 휘팅상을, 2017년에는 T. S. 엘리엇상을 수상했다. 그의 데뷔 소설인 《지상에서 우리는 잠시 매혹적이다》(On Earth We're Briefly Gorgeous)는 2019년에 출간되었다. 2019년에는 맥아더 펠로우 프로그램에 따른 맥아더 그랜트를 받았다.

## 생애 초반
오션 브엉은 1988년 10월 14일에 베트남 호찌민시(옛 이름 사이공)에서 다인종 어머니의 아들로 태어났다. 브엉이 태어나기 2세대 전에 그의 할머니는 베트남의 시골에서 자랐다. 이 시기에 미국 미시간주 출신의 농장 소년이었던 그의 할아버지는 미국 해군에서 복무 중이었다. 브엉이 "논에서 온 문맹 소녀"라고 묘사한 브엉의 할머니와 사랑에 빠진 것은 베트남 전쟁 시기였다.
그의 조부모는 결혼하여 세 딸을 낳았는데 그 중 한 명이 브엉의 어머니였다. 그의 할아버지는 미국에 위치한 자신의 고향을 방문하러 돌아갔지만 1975년에 사이공이 공산주의 세력에 함락되었을 때 돌아오지 못했다. 그의 할머니는 그들의 안전을 우려하여 어머니와 여동생을 별도의 고아원에 두기로 어려운 결정을 내렸다. 남베트남(베트남 공화국) 정권의 협력자로 간주되는 것과 관련된 위험이 높아짐에 따라 브엉의 할머니는 두 자매를 분리하는 것이 생존에 가장 좋은 기회가 될 것이라고 믿었다. 브엉은 "인도주의적 위기였고 그들이 그렇게 살아남을 가능성이 더 많았다."라고 증언했다. 그의 할머니는 또한 그들이 베트남에서 추방될까 봐 걱정했다.
미군 병사의 딸로서 그들은 입양을 위해 아이들을 미국으로 대피시키는 바빌리프트 작전에 참여할 자격이 있었을 것이다. 함께 지냈다면 가족 단위로도 간주되어 출국하려는 반체제 인사들의 표적이 되었을 수도 있었다. 브엉의 할머니는 두 사람을 분리함으로써 이러한 위험으로부터 아이들을 보호하고 생존 가능성을 높이기를 바랬다.
가족이 재회했을 때에 그의 어머니는 이미 성인이 된 상태였다. 18세 때에 브엉의 어머니는 오션을 출산하고 사이공 살롱에서 일하면서 생계를 유지하기 위해 남자들의 머리를 감는 일을 하고 있었다. 그러나 어머니의 혼혈 유산은 한 경찰관의 주의를 끌었고 경찰관은 그녀가 베트남 법에 따라 불법적으로 일하고 있다는 사실을 알게 되었다. 이 발견으로 가족은 상당한 위험에 처했고 안전을 위해 베트남을 떠나야 했다. 가족은 필리핀에 위치한 난민 캠프로 대피하여 구세군이 재정착 신청을 처리하는 동안 기다렸다. 2세였던 브엉과 그의 가족은 결국 망명을 하고 미국으로 이주했다. 그들은 코네티컷주 하트퍼드에 정착했고 침실 1개짜리 아파트를 공유하는 7명의 친척과 함께 정착했다. 그의 아버지는 어느 날 가족을 버리고 돌아오지 않았다.
브엉은 그의 가족 중에서 처음으로 독서와 쓰기에 능숙해졌으며 11세에 읽는 법을 배웠다. 그는 난독증이 가족에게 영향을 미쳤다고 의심했다. 15세 때에 브엉은 불법적으로 담배 농장에서 일했으며 나중에 《지상에서 우리는 잠시 매혹적이다》에서 농장에서의 경험을 묘사했다. 그는 나중에 친할아버지와 재회했다.

## 교육
브엉은 학업적 우수성으로 유명한 코네티컷주 글래스턴베리에 위치한 글래스턴베리 고등학교에 다녔다. 브엉은 "어떻게 활용해야 할지 몰랐다."라고 말하면서 한때 성적 평균이 1.7점이었다고 언급했다.
브엉은 고등학교 재학 시절에 글래스턴베리 출신 학교 동료였던 캣 차우에게 "코네티컷주를 떠나야 한다는 것을 이해했다"고 말했다. 맨체스터 커뮤니티 칼리지에서 잠시 교육을 받았던 브엉은 마케팅을 배우기 위해 뉴욕의 페이스 대학교로 편입학했다. 페이스 대학교에서 보낸 시간은 불과 몇 주밖에 되지 않았는데 "자신에게 맞지 않는다"는 것을 깨달았기 때문이었다.
그 후 뉴욕 시립 대학교 브루클린 칼리지에 입학하여 시인이자 소설가인 벤 러너의 지도를 받으면서 19세기 영문학을 배우고 영문학 학사 학위를 받았다. 브엉은 브루클린 칼리지에 재학 시절에 미국 시인 아카데미 대학상을 받았다. 브엉은 뉴욕 대학교에서 시학 예술 석사 학위를 취득했다.

## 문학 경력
브엉의 시와 수필은 《포에트리》, 《더 네이션》, 《트라이쿼터리》, 《게르니카》, 《럼퍼스》, 《보스턴 리뷰》, 《내러티브 매거진》, 《뉴 리퍼블릭》, 《더 뉴요커》, 《뉴욕 타임스》 등 다양한 저널에 게재되었다.
그의 1번째 챕터북인 《버닝스》(Burnings, 시블링 라이벌리 프레스)는 2011년 미국 도서관 협회가 선정한 〈오버 더 레인보우〉(Over The Rainbow) 섹션에서 성소수자 콘텐츠가 포함된 주목할 만한 책으로 선정되었다. 그의 2번째 챕터북인 《아니오》(No, 예스예스 북스)는 2013년에 출간되었다. 그의 첫 번째 장편 문집인 《총상 입은 밤하늘》(Night Sky with Exit Wounds)은 2016년에 코퍼 캐니언 프레스에서 출간되었다. 그의 1번째 소설인 《지상에서 우리는 잠시 매혹적이다》(On Earth We're Briefly Gorgeous)는 2019년 6월 4일에 펭귄 프레스에서 출간되었다. 이 소설을 집필하는 동안에 브엉이 겪었던 가장 큰 문제는 문법적 시제였는데 베트남어에는 과거 분사가 없기 때문이었다. 또한 브엉은 이 책을 문맹이어서 그의 책을 읽을 수 없는 "(그의) 가족의 어머니"라는 "(그의) 팬텀 독자층"에게 바치는 "팬텀 소설"로 여겼다. 브엉의 어머니는 《지상에서 우리는 잠시 매혹적이다》 출간 3개월 전에 유방암 진단을 받았다. 2019년에 어머니가 사망한 이후에 브엉은 2번째 시집 《시간은 어머니》(Time Is a Mother)를 쓰기 시작했는데 이 시집은 "어머니의 죽음 이후의 삶에 대한 탐구"를 묘사했다는 평가를 받았다.
브엉은 2020년 8월에 미래 도서관 프로젝트에 기여한 7번째 작가로 확인되었다. 2014년부터 2114년까지 매년 작가들의 원작을 편집하는 이 프로젝트는 수집된 100편의 작품이 결국 2114년에 출판될 때까지 읽지 않은 채로 남아있을 것이다. 브엉은 이 프로젝트에 기여한 성과를 논하면서 "출판의 대부분은 세상에서 당신의 이름을 보는 것이지만 이는 그 반대이며 미래의 유령을 내세우고 있습니다. 우리가 이 글을 받으려면 당신과 제가 죽어야 할 것입니다. 이 글을 쓰기에는 머리가 아픈 글이기 때문에 잠시 참고 앉아 있을 것입니다."라고 밝혔다.
브엉은 픽션을 도덕적 도구로 보는 자신의 견해를 밝혔다. 그는 《지상에서 우리는 잠시 매혹적이다》에 대해 논의하면서 "픽션은 도덕적 질문을 던질 때 가장 강력합니다. 픽션이 나가서 답을 찾으려 할 때입니다. 인생에서는 비용이 너무 많이 들기 때문에 물을 수 없는 질문입니다. 픽션과 서사 예술은 우리에게 이러한 질문이 실제로 우리 자신의 비용 없이 전개되는 것을 볼 수 있는 간접적인 기회를 제공합니다."라고 밝혔다.
그는 뉴욕 대학교 아시아/태평양/미국 연구소에서 2019-2020년 상주 예술가를 역임했으며 해당 학교의 산하 기관인 난민 시학 센터 및 릴리언 버넌 크리에이티브 라이터 하우스와도 협력했다. 2022년에는 뉴욕 대학교에서 종신 교수로 재직했으며 매사추세츠 대학교 애머스트에서 시인 및 작가를 위한 예술 석사 프로그램에서 강의하기도 했다. 브엉은 2022년에 버즈피드 북스가 선정한 "32명의 필수 아시아계 미국인 작가" 가운데 한 명으로 선정되었다.
브엉은 2025년 6월에 출간될 예정인 2번째 소설 《기쁨의 황제》(The Emperor of Gladness)를 발표했다.

## 개인 생활
브엉은 자신을 여성에게 양육되었다고 설명했다. 매니큐어사였던 브엉의 어머니는 한 손님과의 대화에서 해변에 가고 싶다는 의사를 밝혔는데 해변을 뜻하는 영어 단어인 '비치'(Beach)를 암캐를 뜻하는 영어 비속어인 '비치'(Bitch)라고 발음했다. 이 때 손님은 브엉의 어머니에게 해변을 뜻하는 영어 단어인 '비치'(Beach) 대신 바다, 대양을 뜻하는 영어 단어인 '오션'(Ocean)을 사용할 것을 제안했다. 브엉의 어머니는 미국과 베트남을 잇는 태평양과 같이 가장 거대한 수역인 "대양"의 정의를 알게 되었고 아들의 이름을 '오션'으로 바꾸게 된다.
소설 《지상에서 우리는 잠시 매혹적이다》가 출간되기 3개월 전에 브엉의 어머니는 유방암 진단을 받았고 2019년 11월에 사망했다. 브엉은 자신의 어머니를 추모하는 동안에 시집 《시간은 어머니》를 썼다. 그의 증언에 따르면 이 시집은 이 가슴 아픈 사건 이후의 삶을 찾는 것이라고 한다.
2021년 11월에는 오스트레일리아 뉴사우스웨일스주에서 실시된 고등학교 자격증 시험에서 브엉의 소설 《지상에서 우리는 잠시 매혹적이다》의 발췌본이 등장했다. 오스트레일리아 뉴사우스웨일스주에 위치한 고등학교에 재학 중이던 12학년 학생들이 치른 2번의 영어 시험 가운데 1번째 시험은 수험생들이 소설에서 발췌한 내용을 읽고 이에 대응하는 짧은 질문에 답하도록 요구했다. 시험이 끝나자 오스트레일리아 뉴사우스웨일스주의 학생들은 인스타그램 계정을 통해 브엉에게 혼란스러운 질문을 던졌는데 저자는 유머러스한 방식으로 답변했다고 한다.
브엉은 게이이며 선불교를 수련했다. 그는 매사추세츠주 노샘프턴에서 파트너인 피터 비엔코프스키(Peter Bienkowski), 어머니가 돌아가신 이후에 데려온 이복형제와 함께 살고 있다. 브엉은 2023년에 시작된 이스라엘-하마스 전쟁 기간 동안에 출판사와 문학 축제를 포함한 이스라엘 문화 기관의 보이콧을 지지했다.